# Hermione Baddeley
Hermione Youlanda Ruby Clinton-Baddeley (1906. november 13. – 1986. augusztus 19.) Golden Globe-díjas angol színházi, film- és televíziós színésznő. Karrierje során jellemzően nyers és pimasz karaktereket játszott. Miliőjét a revüben találta meg, amelyben az 1930-as évektől az 1950-es évekig játszott.
Baddeley-t a legjobb női mellékszereplőnek járó Oscar-díjra jelölték a Hely a tetőn (1959) című filmben  nyújtott alakításáért, amelyben mindössze 2 perc 19 másodpercre tűnt fel. Ez minden idők legrövidebb alakítása, melyet az Amerikai Filmakadémia Oscar-díjra jelölt. Az előbb említett alkotásért BAFTA-nominációt is kapott. A színésznőt Tony-díjra jelölték a The Milk Train Doesn't Stop Here Anymore (1963) című színházi darabban nyújtott főszereplői alakításáért, és Golden Globe-díjat nyert a Maude című sorozat mellékszerepéért.

## Fiatalkora
Baddeley Shropshire megyében, Broseley városában született. Szülei W.H. Clinton-Baddeley és Louise Bourdin voltak. A színésznő az amerikai függetlenségi háborúban tábornokként szolgáló Sir Henry Clinton leszármazottja. Idősebb testvére, a kétszeres Emmy-jelölt Angela Baddeley ugyancsak színésznő volt. Féltestvére, William Baddeley az anglikán egyház lelkipásztoraként működött, Brisbane dékánja és Westminster vidéki dékánja is lett.
1923-ban feltűnt Charles McEvoy darabjában (The Likes of Her) a londoni West Enden.

## Karrierje
Bár már az 1920-as évektől készített filmeket, Baddeley-t leginkább az 1940-es évek végétől hívta fel magára a figyelmet olyan filmekben nyújtott mellékszereplői alakításaival, mint a Brighton Rock (1947), Passport to Pimlico (1949), Scrooge (1951), The Pickwick Papers (1952), The Belles of St Trinian's (1954), Mary Poppins (1964) és a The Unsinkable Molly Brown (1964). 
A színésznőnek jelentős színházi karrierje is volt. Noël Coward darabjaiban például rendszeresen feltűnt az 1940-es és 1950-es évek folyamán. 
Tévés karrierje során a közönség a Bewitched, The Cara Williams Show, Camp Runamuck, Batman, Wonder Woman, $weepstake$, Little House on the Prairie és Maude című sorozatokban láthatta. A karrierje vége felé szinkronszerepeket is vállalt, például a The Aristocats (1970) és a The Secret of NIMH (1982) című animációs alkotásokban. 

## Filmográfia
- - Revolt (1927) - Calamity Kate
  - The Guns of Loos (1928) - Mavis
  - Caste (1930) - Polly Eccles
  - Royal Cavalcade (1935) - Barmaid
  - Kipps (1941) - Miss Mergle
  - It Always Rains on Sunday (1947) - Mrs. Spry
  - Brighton Rock (1947) - Ida Arnold
  - No Room at the Inn (1948) - Mrs. Waters
  - Quartet (1948) - Beatrice Sunbury
  - Passport to Pimlico (1949) - Edie Randall
  - Dear Mr. Prohack (1949) - Eve Prohack
  - The Woman in Question (1950) - Mrs. Finch
  - Hell Is Sold Out (1951) - Louise Menstrier
  - There Is Another Sun (1951) - Sarah
  - Scrooge (1951) - Mrs. Cratchit
  - Tom Brown's Schooldays (1951) - Sally Harrowell
  - Song of Paris (1952) - Mrs. Ibbetson
  - Time Gentlemen, Please! (1952) - Emma Stebbins
  - The Pickwick Papers (1952) - Mrs. Bardell
  - Cosh Boy (1953) - Mrs. Collins
  - Counterspy (1953) - Madame Del Mar
  - The Belles of St. Trinian's (1954) - Miss Drownder
  - Women Without Men (1956) - Grace
  - Hely a tetőn (1959) - Elspeth
  - Jet Storm (1959) - Mrs. Satterly
  - Expresso Bongo (1959) - Penelope
  - Let's Get Married (1960) - Mrs. O'Grady
  - Midnight Lace (1960) - Dora Hammer
  - Rag Doll (1961) - Princess
  - Information Received (1961) - Maudie
  - The Unsinkable Molly Brown (1964) - Buttercup Grogan
  - Mary Poppins (1964) - Ellen, The Domestic
  - Harlow (1965) - Marie Dressler
  - Marriage on the Rocks (1965) - Jeannie MacPherson
  - Do Not Disturb (1965) - Vanessa Courtwright
  - The Adventures of Bullwhip Griffin (1967) - Miss Irene Chesney
  - The Happiest Millionaire (1967) - Mrs. Worth
  - Macskarisztokraták (The Aristocats) (1970) - Madame Adelaide Bonfamille (hang)
  - Up the Front (1972) - Monique
  - The Black Windmill (1974) - Hetty
  - South Riding (TV adaptation) (1974) - Mrs. Beddows
  - C.H.O.M.P.S. (1979) - Mrs. Flower
  - There Goes the Bride (1980) - Daphne Drimond
  - A NIMH titka (The Secret of NIMH) (1982) - Auntie Shrew